# エリザベス・マクマホン
リズ・マクマホン（Liz McMahon）として知られるエリザベス・マクマホン（Elizabeth Ann McMahon、女性、1993年2月27日 - ）はアメリカ合衆国のバレーボール選手である。

## 選手キャリア
イリノイ州デュページ郡キャロル・ストリーム生まれ。中学3年からバレーボールを始め、オハイオ州ラコダ西高校（英語版）で本格的な競技者キャリアに入った。
2010年にナショナルジュニアチームのメンバーに選出され、NORCECAジュニア選手権で金メダルを獲得した。同年の第1回ユースオリンピックバレーボール競技にも出場し、銀メダルを獲得している。高校卒業後は、イリノイ大学アーバナ・シャンペーン校に進学し、フレッシュマンであった2011年にはNCAA女子バレーボール選手権のファイナリストとなった。
2015年からはプロ選手となり、プエルトリコ女子スーパーリーガのValencianas de Juncos（イタリア語版）と契約した。同年5月2日に韓国バレーボール連盟がカリフォルニア州アナハイムで実施したトライアウトに合格し、指名を受けたIBK企業銀行アルトスに移籍した。
2015/16シーズンのVリーグにおいて、IBK企業銀行の首位進出（2016年2月19日現在）の立役者となり、第4ラウンドMVP及び第5ラウンドMVPに輝いた。
2016/17シーズンはドイツ・ブンデスリーガのドレスナーSCに移籍した。

## 球歴
- ジュニア代表
  - 2010年 - NORCECAジュニア選手権（金メダル）、ユースオリンピック（銀メダル）

## 所属チーム
- イリノイ大学アーバナ・シャンペーン校（2011-2014年）
- Valencianas de Juncos（2015年）
- IBK企業銀行アルトス（2015-2016年）
- ドレスナーSC （2016-2017年）
- バレー・ソヴェラート（英語版）（2017-2018年）

## 受賞歴
- 2016年 - 韓国Vリーグレギュラーラウンド 第4ラウンドMVP、第5ラウンドMVP